# Gyrodactylus vancleavi
Gyrodactylus vancleavi är en plattmaskart. Gyrodactylus vancleavi ingår i släktet Gyrodactylus och familjen Gyrodactylidae. Inga underarter finns listade i Catalogue of Life.